# Albert von Derschau
Albert Friedrich Theodor von Derschau (* 26. Oktober 1841 in Wesel; † 17. Mai 1915 in Koblenz) war ein preußischer Generalmajor.

## Leben

### Herkunft
Albert entstammte dem 2. Zweig des 2. Astes der II. (kurländischen) Linie des Adelsgeschlechts von Derschau. Er war der älteste Sohn des preußischen Oberstleutnants Friedrich von Derschau (1799–1875) und dessen Ehefrau Marie, geborene Timmermann (1821–1900). Zu seinen fünf Geschwistern gehörten die beiden preußischen Generalmajore Reinhold (1847–1913) und Friedrich von Derschau (1866–1926).

### Militärkarriere
Nach dem Besuch der Gymnasien in Wesel und Münster sowie der Kadettenhäuser in Bensberg und Berlin wurde Derschau am 17. Mai 1859 als charakterisierter Portepeefähnrich dem 17. Infanterie-Regiment der Preußischen Armee überwiesen. Bis Mitte Juli 1860 avancierte er zum Sekondeleutnant, wurde Ende September 1861 in das 8. Westfälische Infanterie-Regiment Nr. 57 versetzt und nahm 1866 am Deutschen Krieg teil.
Unter Beförderung zum Premierleutnant folgte am 30. Oktober 1866 seine Versetzung in das neu formierte Infanterie-Regiment Nr. 85 nach Eckernförde. Zur weiteren Ausbildung absolvierte Derschau ab Oktober 1867 die Kriegsakademie in Berlin. Für die Dauer der Mobilmachung anlässlich des Krieges gegen Frankreich war er zunächst als Kompanieführer beim I. Bataillon im Landwehr-Regiment Nr. 85 in Kiel kommandiert und wurde am 6. Dezember 1870 unter Beförderung zum Hauptmann zum Kompaniechef ernannt.
Nach Beendigung dieses Kommando versah er seinen Dienst als Chef der 8. Kompanie in Neumünster. Im Herbst 1878 nahm Derschau an der Generalstabsübungsreise des IX. Armee-Korps teil. Unter Beförderung zum überzähligen Major wurde er am 17. August 1882 nach Danzig in das 3. Ostpreußische Grenadier-Regiment Nr. 4 versetzt. Daran schloss sich vom 14. April 1885 bis zum 15. Februar 1889 eine Tätigkeit als Kommandeur des I. Bataillons im Ostfriesischen Infanterie-Regiment Nr. 78 in Emden an. Anschließend avancierte er zum Oberstleutnant und etatmäßigen Stabsoffizier im 7. Brandenburgischen Infanterie-Regiment Nr. 60. Derschau wurde am 16. Mai 1891 Oberst und Kommandeur des in Straßburg stationierten Infanterie-Regiments Nr. 138. Seine letzte Verwendung hatte er ab dem 18. April 1895 als Generalmajor und Kommandeur der 25. Infanterie-Brigade in Münster. Für sein Wirken erhielt er den Roten Adlerorden II. Klasse mit Eichenlaub. In Genehmigung seines Abschiedsgesuches wurde Derschau am 20. Juli 1897 mit Pension zur Disposition gestellt und Wilhelm II. verlieh ihm den Stern zum Kronen-Orden II. Klasse.

### Familie
Derschau hatte sich am 12. November 1871 in Magdeburg mit Helene Kricheldorff (* 1854) verheiratet. Aus der Ehe gingen die vier Töchter Helene (* 1873), Luise (* 1875), Marie (* 1877) und Erna (* 1887) sowie der Sohn Friedrich (* 1876) hervor.